# Special (automobile)
Un'automobile special, anche detta speciale o derivata, è un'autovettura fuoriserie realizzata sulla base di autotelaio o meccanica prodotti da altre case automobilistiche.

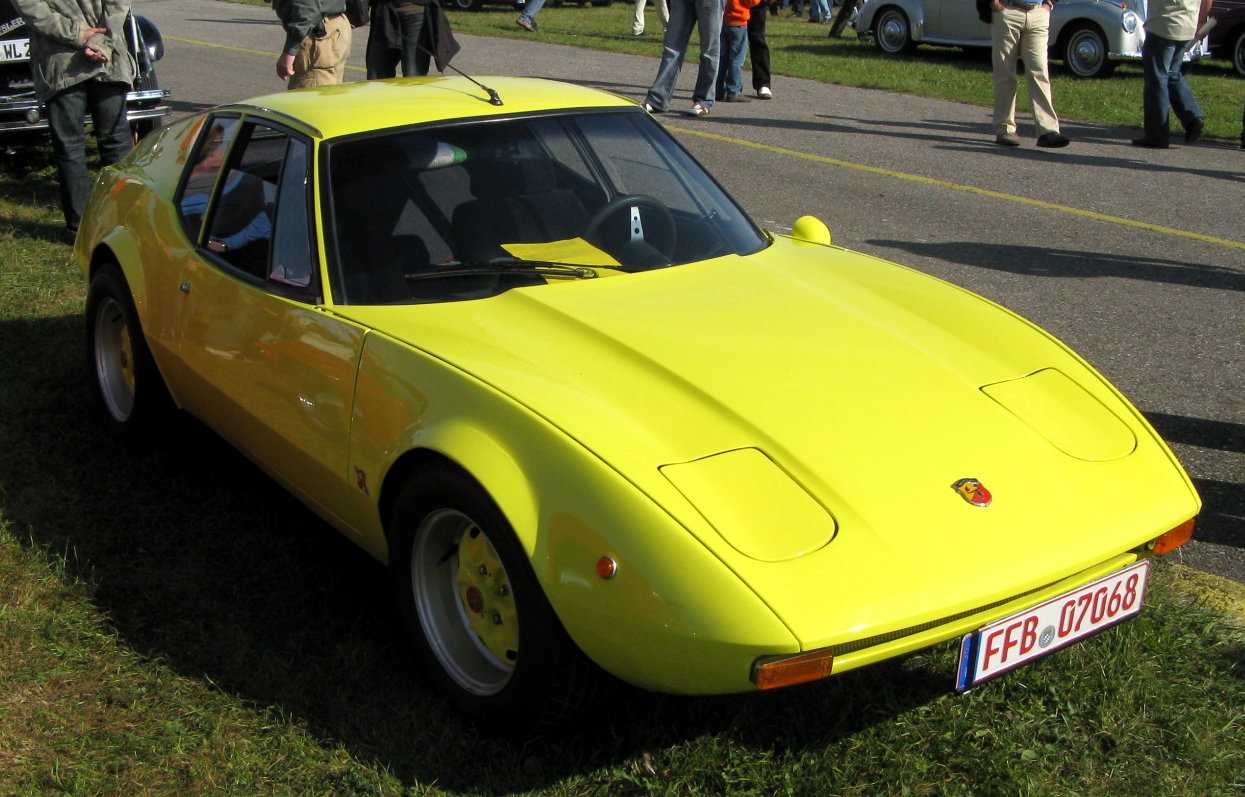
Una Francis Lombardi Grand Prix Abarth del 1968, celebre special realizzata su autotelaio Fiat 850

## Storia
Nei primi decenni del XX secolo, quanto le autovetture erano riservate ad un ristretto numero di facoltosi compratori, le case costruttrici mettevano in listino i loro modelli sia nelle versioni con carrozzerie standard, sia nella versione autotelaio, in modo che l'acquirente potesse carrozzare il veicolo a suo gusto dal carrozziere di fiducia. 
Con l'avvento della motorizzazione di massa e delle conseguenti produzioni in grande serie, la carrozzeria personalizzata o a numero limitato veniva considerata un segno di signorile distinzione e molti furono i carrozzieri, particolarmente in Europa, che si cimentarono in questa opera di trasformazione. 
Nell'Italia del secondo dopoguerra il fenomeno della motorizzazione di massa ebbe come protagonista la FIAT e la penuria di modelli disponibili incentivò enormemente la domanda di autovetture speciali, che venne soddisfatta da decine di carrozzieri e trasformatori come Pininfarina, Bertone, Abarth, Vignale, Fissore, Ghia e molti altri. Anche piccole case automobilistiche come la Moretti si convertirono alla realizzazione di vetture derivate. 
La trasformazione della carrozzeria su autotelaio di grande serie richiedeva modifiche strutturali nulle o limitate e, spesso, anche le più importanti case automobilistiche trovavano più conveniente commissionare vetture speciali, fornendo ai carrozzieri appositi autotelai. In genere si trattava di modelli spider e coupé derivati dalle berline di grande serie, da inserire direttamente nella gamma ufficiale, per i quali si prevedeva una produzione limitata o non sufficiente ad ammortizzare i costi necessari per una catena di montaggio specifica. 
L'avvento e la successiva evoluzione delle autovetture a scocca portante comportò una sempre più complessa e costosa opera di trasformazione, fino a renderne i costi improponibili al mercato, causando l'inevitabile chiusura di gran parte delle aziende del settore, nella seconda metà degli anni settanta.

## Immagini di vetture "Special"

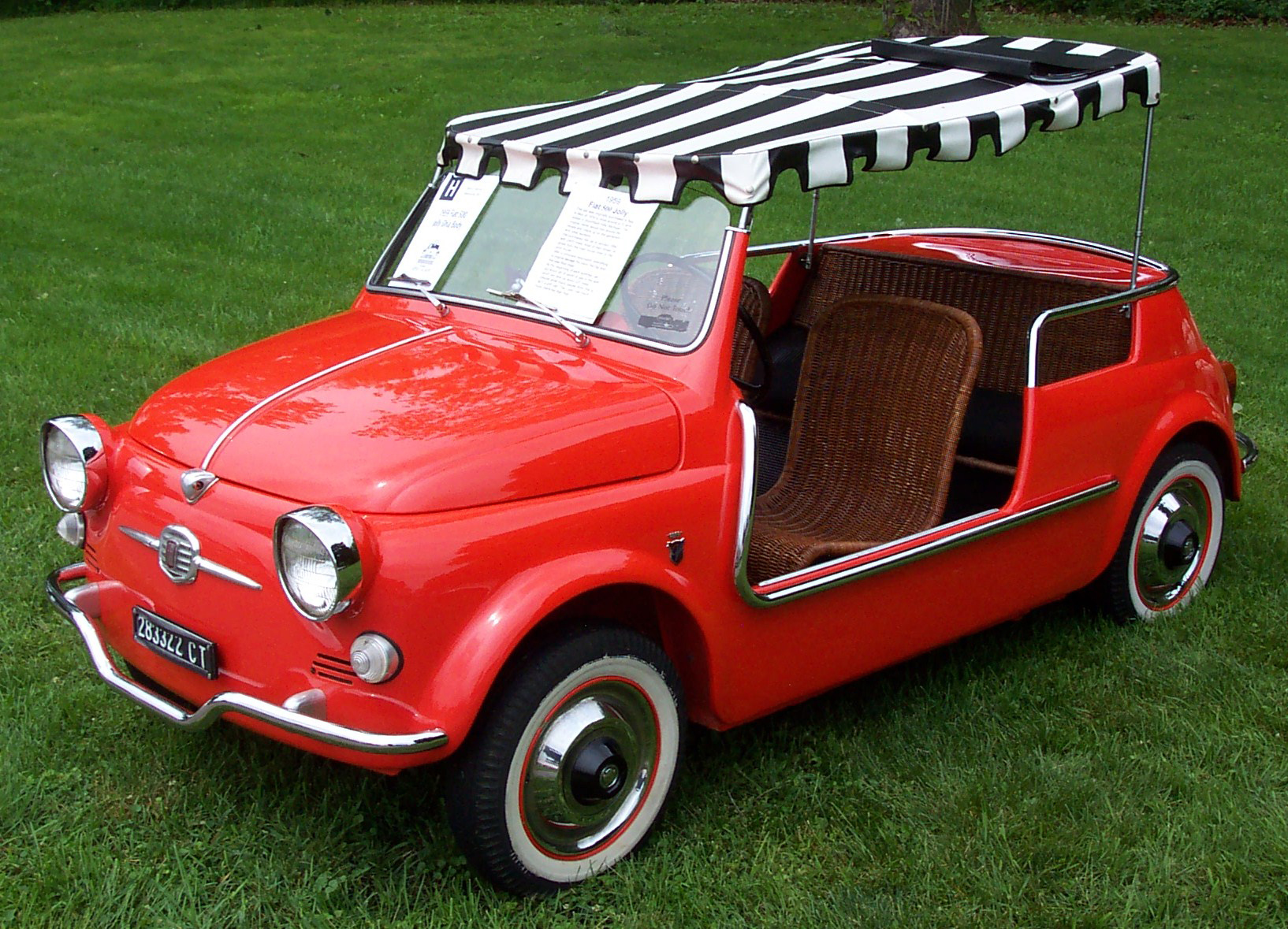
Fiat 500 Ghia Jolly (1957-1974)
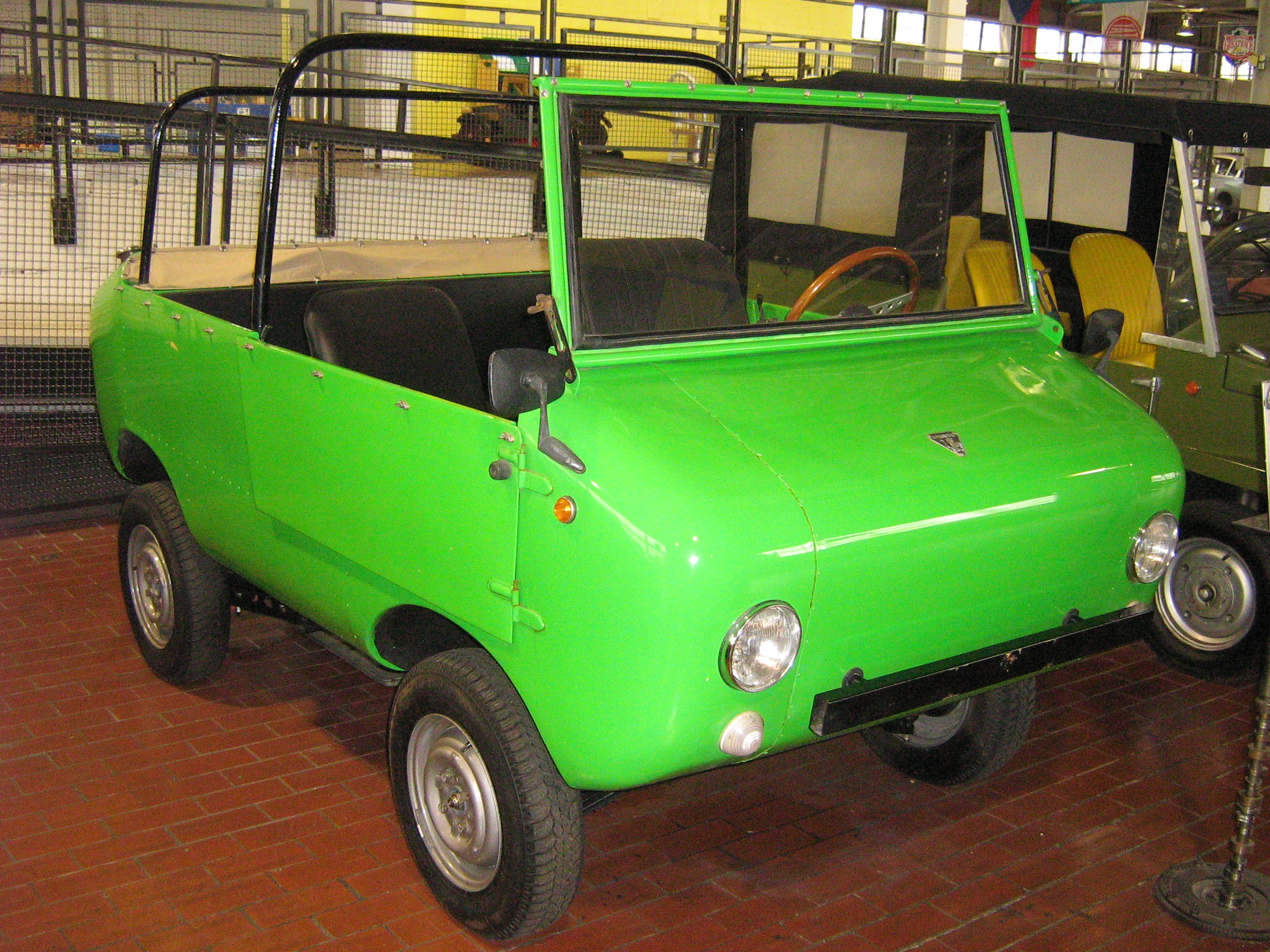
Ferves Ranger (1966-1971)
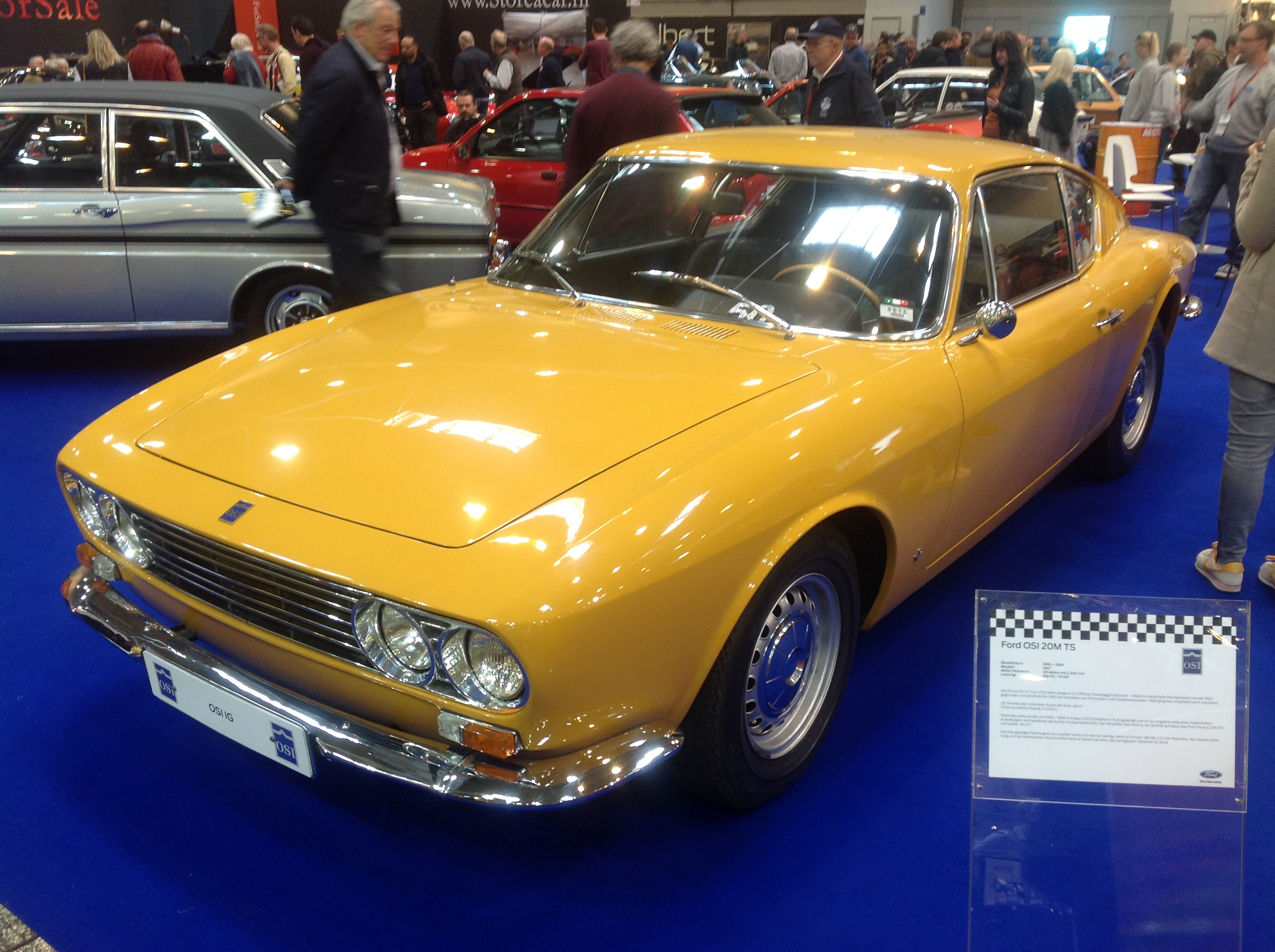
Ford 20 M TS OSI Coupé (1967-1968)
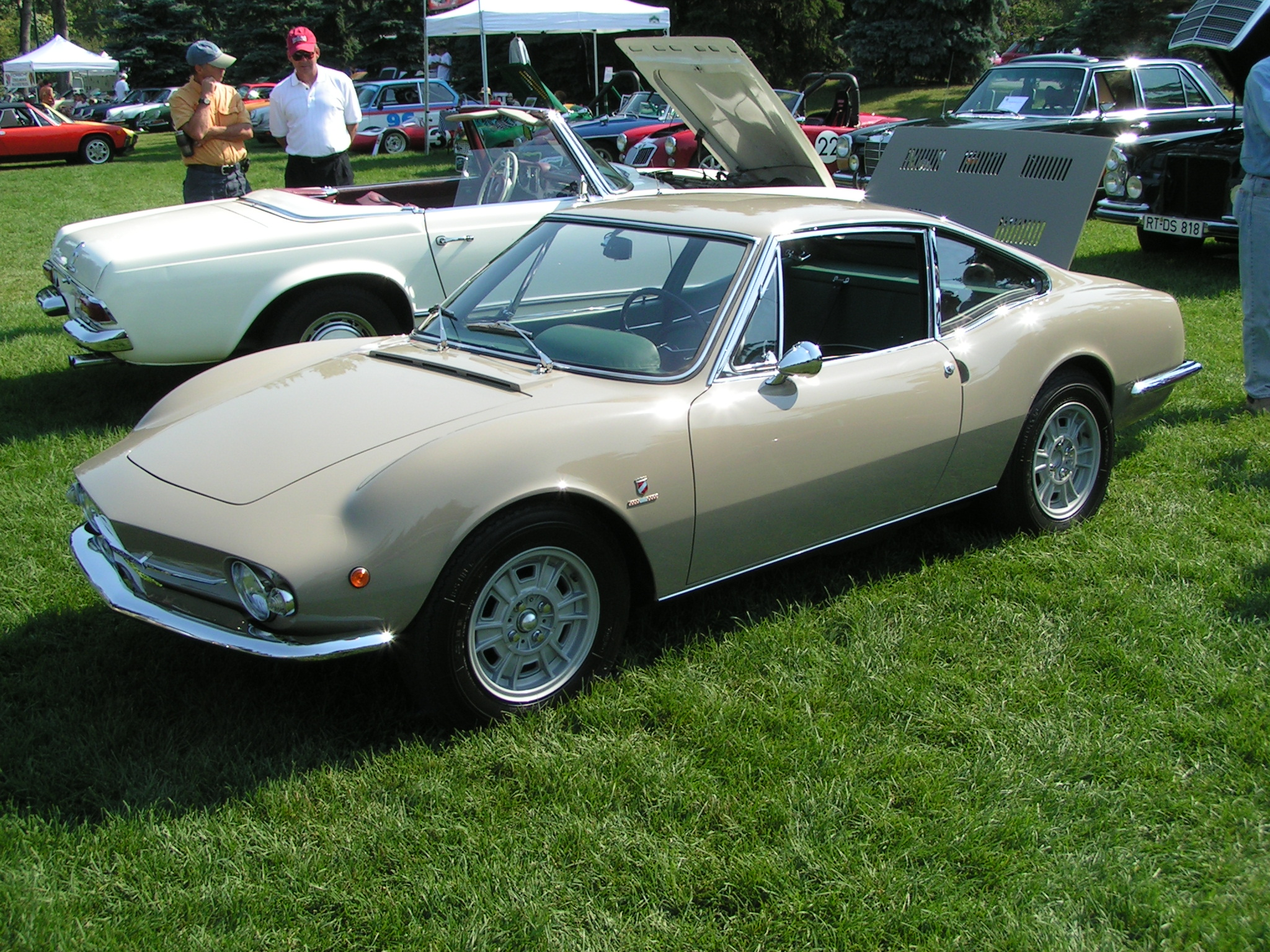
Fiat 850 Moretti Sportiva (1967-1971)
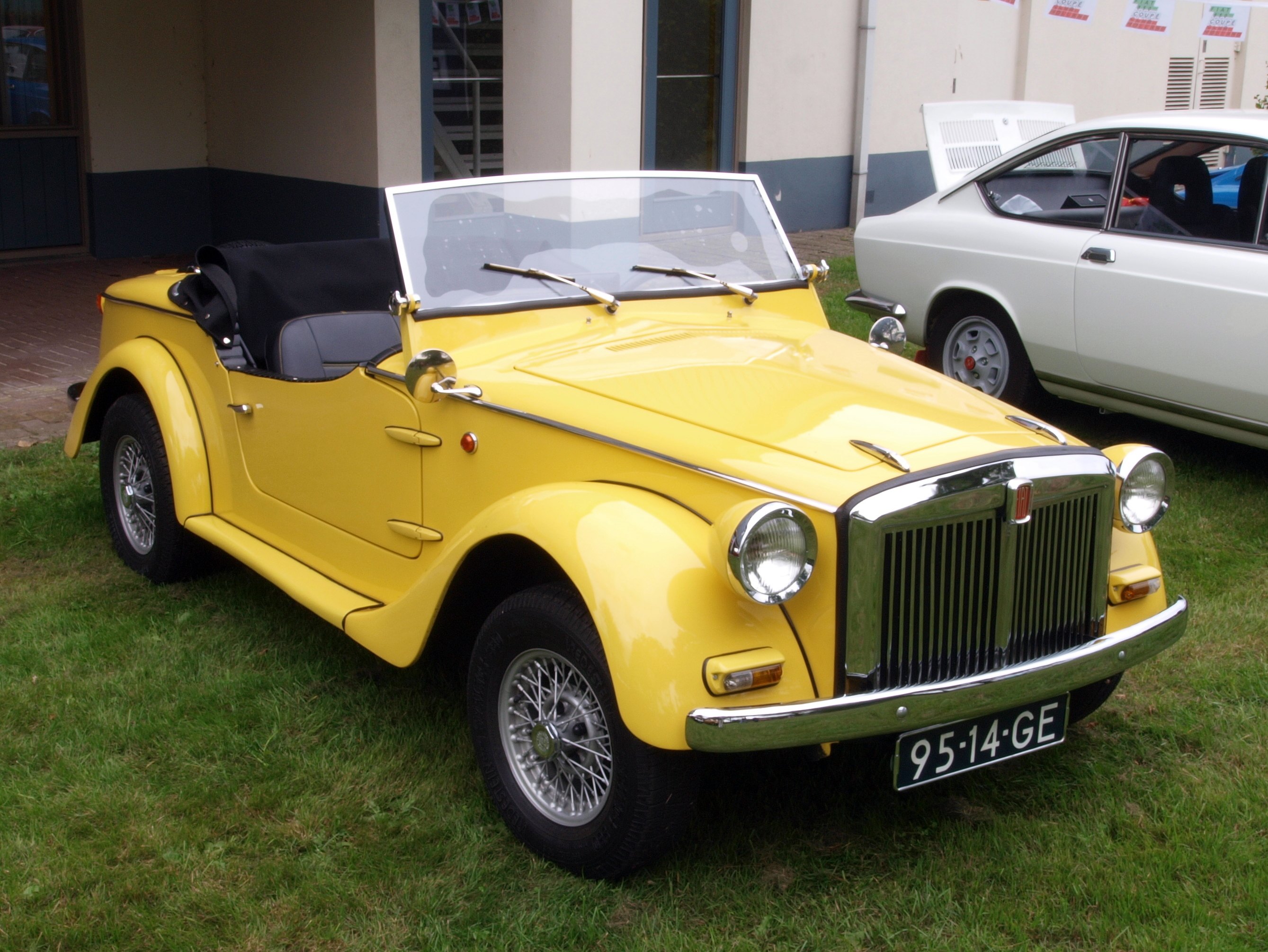
Fiat 850 SIATA Spring (1967-1970)